# Bembidion inquietum
Bembidion inquietum är en skalbaggsart som beskrevs av Thomas Casey. Bembidion inquietum ingår i släktet Bembidion och familjen jordlöpare. Inga underarter finns listade i Catalogue of Life.